# Franciszek Leszczyński (oficer)
Franciszek Leszczyński (ur. 3 grudnia 1797 w Warszawie, zm. 21 marca 1870 tamże) – oficer wojsk Królestwa Polskiego, uczestnik powstania listopadowego, topograf, budowniczy jednego z odcinków Kolei Warszawsko-Wiedeńskiej.

## Życiorys
Urodził się 3 grudnia 1797 w Warszawie w rodzinie Tomasza i Antoniny z Kazańskich. W 1812 wstąpił do batalionu saperów wojsk Księstwa Warszawskiego i wziął udział w kampanii rosyjskiej.
W 1815 ukończył naukę w Szkole Artylerii i Inżynierów i otrzymał stopień konduktora w korpusie inżynierów z przydziałem do dyrekcji twierdzy Modlin jako adiutant dyrekcji. W 1818 wykonał plan Wisły w okolicach twierdzy od Czosnowa do Modlina.
W tym samym 1818 został przeniesiony do komendy miasta Warszawy również jako adiutant. W 1829 awansowany do stopnia porucznika. Wziął udział w powstaniu listopadowym i otrzymał awans do stopnia kapitana.
Po upadku powstania pozostał w Warszawie i służył w Korpusie Topografów. Wspólnie z Józefem Koriotem dokończyli realizację mapy Królestwa Polskiego.
W 1839 złożył dymisję w stopniu podpułkownika oraz został zatrudniony przez Bank Polski i kierował pracami inżynieryjnymi na trasie Częstochowa-Niwka w IV Oddziale Budowy Drogi Żelaznej Warszawsko-Wiedeńskiej. W tym samym roku odbył podróż służbową do Wiednia, Berlina i Saksonii. W 1845 rozpoczął budowę stacji kolejowej w Częstochowie. Był członkiem Rady Szpitala św. Benedykta oraz został członkiem honorowym władz miejskich. Był właścicielem Hotelu Polskiego w pobliżu Jasnej Góry.
Żonaty z Celestyną Wierzbicką (6 IV 1808 Wiedeń – 15 X 1869 Warszawa) córką Piotra Bazylego Wierzbickiego. Pod koniec życia przeniósł się do Warszawy gdzie zmarł 21 marca 1870 i pochowany został na cmentarzu Powązkowskim (kwatera 19, rząd 4, grób nr 21).